# Коэффициент бегущей волны
Коэффицие́нт бегу́щей волны́ (КБВ) — отношение наименьшего значения амплитуды напряженности электрического или магнитного поля бегущей волны в линии передачи к наибольшему. КБВ является величиной, обратной коэффициенту стоячей волны.

## Выражение коэффициента бегущей волны через различные величины
- С амплитудами падающей (Uпад) и отраженной (Uотр) волн в линии КБВ связано соотношением:

Kбв = (Uпад — Uотр) / (Uпад + Uотр)
- Через коэффициент отражения по напряжению (KU) КБВ выражается следующим образом:

Kбв = (1 — KU) / (1 + KU)
- При чисто активном характере нагрузки КБВ равен:

Kбв = R / ρ при R < ρ или
Kбв = ρ / R при R ≥ ρ
где R — активное сопротивление нагрузки, ρ — волновое сопротивление линии

## Другие величины, характеризующие отражения
- Коэффициент стоячей волны — Kсв = 1 / Kбв = (Uпад + Uотр) / (Uпад — Uотр)
- Коэффициент отражения по напряжению — KU = (1 — Kбв) / (1 + Kбв)

## Метрологические аспекты

### Измерения
- Для измерения КБВ применяются измерительные линии, измерители полных сопротивлений, а также панорамные измерители КСВН (ими измеряется только модуль, без фазы).
- Мерами КБВ являются различные измерительные нагрузки — активные, реактивные с изменяемой фазой и др.

### Эталоны
- Государственный эталон единицы волнового сопротивления в коаксиальных волноводах ГЭТ 75-2011 — находится в СНИИМ (Новосибирск)
- Установка высшей точности для воспроизведения единицы комплексного коэффициента отражения электромагнитных волн в волноводных трактах прямоугольного сечения в диапазоне частот 2,59…37,5 ГГц УВТ 33-В-91 — находится в СНИИМ (Новосибирск)
- Установка высшей точности для воспроизведения единицы комплексного коэффициента отражения (коэффициента стоячей волны напряжения и фазы) электромагнитных волн в волноводных трактах прямоугольного сечения в диапазоне частот 2,14…37,5 ГГц УВТ 33-А-89 — находится во ВНИИФТРИ[1]